# Cercopithecus diana
Il cercopiteco diana (Cercopithecus diana Linnaeus, 1758) è un primate della famiglia Cercopithecidae.

## Descrizione
La lunghezza del corpo varia tra 40 e 55 cm e la coda può arrivare a 75 cm; il peso varia tra 4 e 7 kg. Come per gli altri cercopitechi vi è dimorfismo sessuale, con il maschio più grande della femmina. Il colore dominante è il nero ma una vasta zona bianca comprende la parte laterale e inferiore del muso, il petto e il lato anteriore degli arti anteriori. La forma complessiva della zona bianca è approssimativamente quella di un arco e ciò spiega il nome della specie. Le parti posteriori sono di colore arancione.

## Distribuzione e habitat
La specie è presente in una zona ristretta compresa tra la Sierra Leone e la Costa d'Avorio.  L'habitat è la foresta pluviale.

## Biologia
Conducono vita arboricola e hanno attività diurna, vivendo in gruppi formati da un solo maschio adulto con femmine e cuccioli, per un totale compreso tra 15 e 30 individui. La dieta è formata da frutta, semi, altri vegetali e insetti.  La longevità in natura è di circa 20 anni.
Talora i cercopitechi diana formano gruppi misti interspecifici con i cercopitechi di Campbell (Cercopithecus campbelli). I maschi di entrambe le specie producono differenti richiami di allarme in risposta alla presenza dell'aquila coronata (Stephanoaetus coronatus) o del leopardo (Panthera pardus), due dei loro principali predatori. Studi condotti sul campo hanno mostrato che le due specie di cercopitechi riconoscono i richiami di allarme l'una dell'altra (comunicazione interspecifica).

## Conservazione
La IUCN Red List classifica Cercopithecus diana come specie vulnerabile (Vulnerable).